# Natpis iz Tasovčića
Natpis iz Tasovčića je najstariji latinski epigrafski natpis u Bosni i Hercegovini koji datira iz 36. – 35. pr. Kr.
Pronađen je na lokalitetu Nerezi, u mjestu Tasovčići blizu Čapljine u drugoj polovici 19. stoljeća. Predan je Zemaljskom muzeju u Sarajevu i bio je dio stalnog postava antičke zbirke. Carl Patsch ga je objavio u izdanju brandenburške akademije, Corpus Inscriptionum Latinarum pod brojem CIL III, 14625.
Iako oštećen, troredni natpis na spomeniku je dobro vidljiv:

Imp(eratori) Caesari divi f(ilio)

Sicilia recepta C. Papius Cels(u)s

M. Papius Kanus fratres

Podizanje spomenika pripisuje se braći Papijima, uglednoj obitelji iz Narone, a u čast Oktavijanovoj pobjedi u pomorskoj bitci kod Nauloha 3. rujna 36. pr. Kr. Tom prilikom Oktavijan je porazio Seksta Pompeja i osvojio Siciliju. Značaj natpisa je u tome jer svjedoči o ranom italskom doseljavanju u šire područje Narone.